# Delphine Cascarino

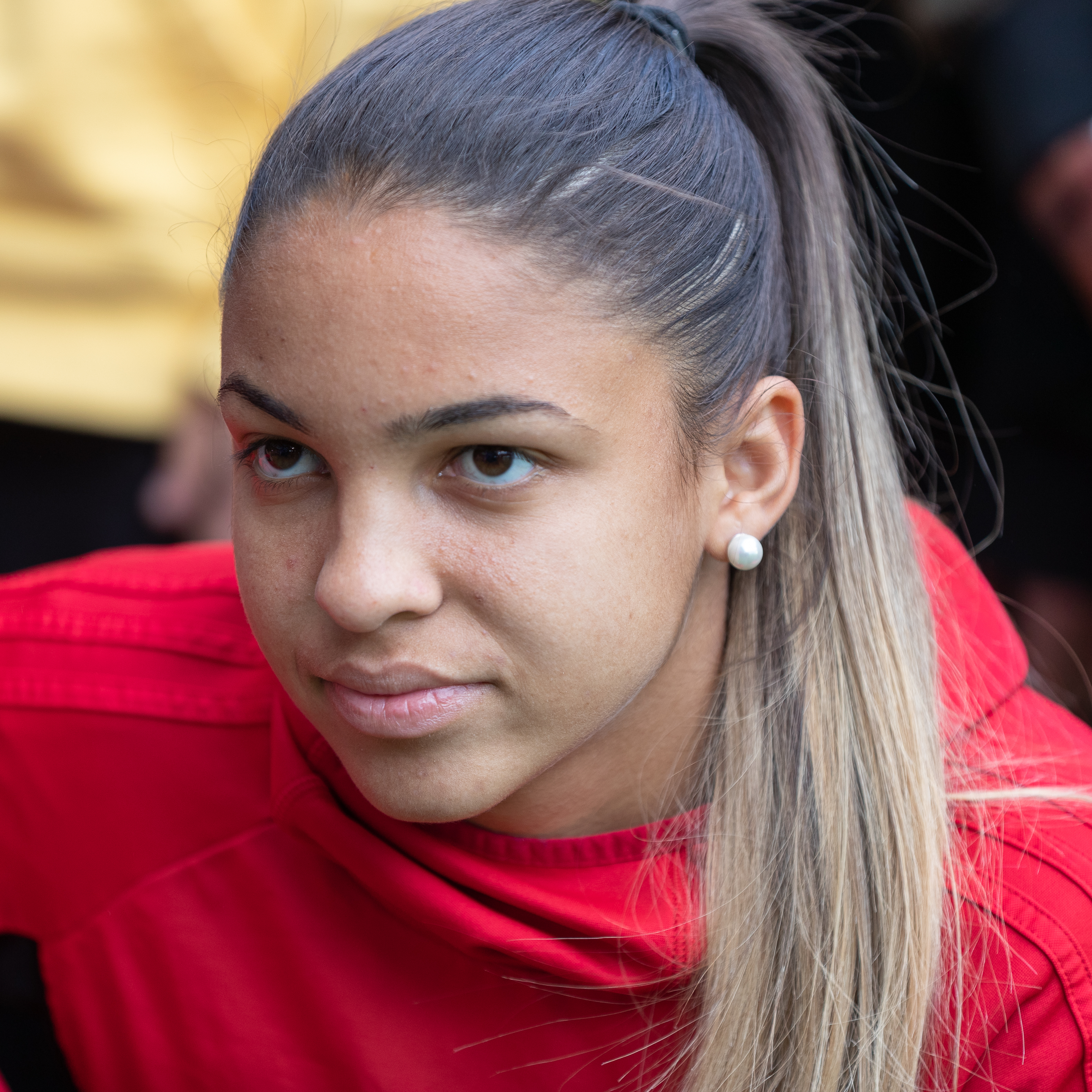
Delphine Cascarino

Delphine Cascarino, född den 5 februari 1997 i Saint-Priest, är en fransk fotbollsspelare (mittfältare/anfallare) som spelar för San Diego Wave och det franska landslaget.
Hon var en del av den franska truppen i VM i Frankrike år 2019 och var med i startelvan i öppningsmatchen mot Sydkorea på Parc de Princes den 7 juni.
Cascarino blev U17-världsmästare år 2012.
Cascarino är tvillingsyster till Estelle Cascarino som också spelar fotboll professionellt (Estelle är mittfältare).  De får ofta frågan, men de är inte släkt med den tidigare spelaren Tony Cascarino från Irland.